# ActiveQuant
ActiveQuant is een gratis software, gedistribueerd onder de GNU Public License. Het is een framework voor het handelen van financiële derivaten, en is geschreven in Java.
De applicatie werd opgestart door de voormalige directeur van de Jabber Software Foundation Ulrich Staudinger. Een internationale groep ontwikkelaars en andere medewerkers zijn onderdeel van de gemeenschap die de groei van de code ondersteunen. De ontwikkeling gebeurt door het versturen van code en extensies en wordt ondersteund door communicatie via mailinglijsten, forums, chats en meetings.

## Geschiedenis

### CCAPI
Geschreven in 2002 en de basis voor alle toekomstige ontwikkelingen. Naast andere main tasks verzendt de CCAPI aandelenkoersen via een XMPP/Jabber protocol extensie, dat zich focust op use cases voor financiële applicaties. CCAPI deelt zijn naam met een ISDN API voor telefoontoegang.

### CCAPI2
De herschreven versie van CCAPI met een grotere finance en business focus. Dit project werd gestart in het begin van 2004 en is op de lijst van freshmeat.net sinds 1 augustus 2004 en is gemigreerd sinds midden 2007.

### ActiveQuant
ActiveQuant is de herschreven versie van CCAPI2 die zich op het financiële handel framework development richt. ActiveQuaint heeft de volgende features:
- Basic en uitgebreide charting-mogelijkheden
- OTSA gelijke handel systemen
- Asset basket trade systems[3]
- Interactive Brokers support
- Basic charting
- Adoptable BIRT reporting[4]
- InteractiveBroker/Yahoo support
- Uitgebreid AnalysisKit
- Uitgebreid MySQL 5.0 en Derby support via Hibernate
- Uitgebreid broker support
- Support voor open api extensies

Tijdens het browsen is de broncode van ActiveQuant duidelijk zichtbaar, te zien is dat de software opgebouwd is uit building blocks , dit zijn de:
- Data reception layer: Functionaliteit die gerelateerd is aan het ophalen van data van bijvoorbeeld Yahoo of interactive broker, een functionaliteit voor het ontvangen van live koersen feeds van IB
- Broker layer: Klassen en functionaliteit voor het ontwikkelen, backtesting en running trade systems
- DAO layer: Meest elementaire klassen zoals kernel domain model. Dit includeert basisklassen voor candles, candle series, quotes, etc.
- Tradesystem layer: Algorytmische klassen, computational klassen zoals indicator calculaties of tijdseries data rescaling methodes